# Andrea Elson
Andrea Elson, född 6 mars 1969 i New York, är en amerikansk skådespelare. Hon är mest känd i rollen som Lynn Tanner i TV-serien Alf.

## Filmografi (i urval)
- 1983–1984 – Datadeckarna (TV-serie)
- 1984 – Simon & Simon (TV-serie)
- 1986–1990 – Alf (TV-serie)
- 1990 – Parker Lewis (TV-serie)
- 1993 – Våra värsta år (TV-serie)
- 1994 – Galen i dig (TV-serie)
- 1996 – Lugn i stormen (TV-serie)
- 1998 – The Young and the Restless (TV-serie)